# ثورا بيرتش
ثورا بيرتش (بالإنجليزية: Thora Birch)‏ هي ممثلة، منتجة، ومخرجة أمريكية. ولدت في 11 مارس 1982 في لوس أنجلوس. ظهرت لأول مرة عام 1988 بدور البطولة في فيلم طويل آكل الناس الأرجواني، وهو الدور الذي نالت عنه جائزة الفنان الشاب لأفضل ممثلة شابة.

## الحياة المبكرة
وُلدت بيرش في لوس أنجلوس، كاليفورنيا، لأبوين جاك بيرش وكارول كونورز كانا يعملان سابقًا في مجال الأفلام الإباحية، وظهرا في فيلم حلق عميق عام 1972. تنحدر بيرش من أصول ألمانية يهودية، إسكندنافية، فرنسية كندية، وإيطالية. اشتق اسمها من "ثور"، إله الرعد والبرق في الأساطير الإسكندنافية، الذي كان سيُطلق عليها لو كانت قد ولدت ذكرًا. لديها شقيق أصغر يدعى بولت بيرش.
رغم خبرة والديها في صناعة الترفيه، كانا مترددين في تشجيعها على دخول مجال التمثيل. إلا أن مربية الأطفال أقنعتهم بعد أن لاحظت موهبتها في تقليد الإعلانات التجارية، وشاركت صورتها مع وكلاء المواهب. حصلت بيرش على أول فرصة كبيرة لها في سن الرابعة عندما اصطحبتها المربية لتجربة أداء لإعلان تجاري ناجح لصالح شركة الشوفان كويكر.

## الحياة الشخصية
تزوجت بيرش من مدير المواهب والمحسن مايكل بينتون أدلر في 21 ديسمبر 2018. تعد بيرش مناصرة للديمقراطيين منذ فترة طويلة، وشاركت كمندوبة في المؤتمر الوطني الديمقراطي لعام 2012. كما دعمت المرشح جو بايدن والجهود السياسية المحلية، بما في ذلك حملة النائب وايل نيكل.

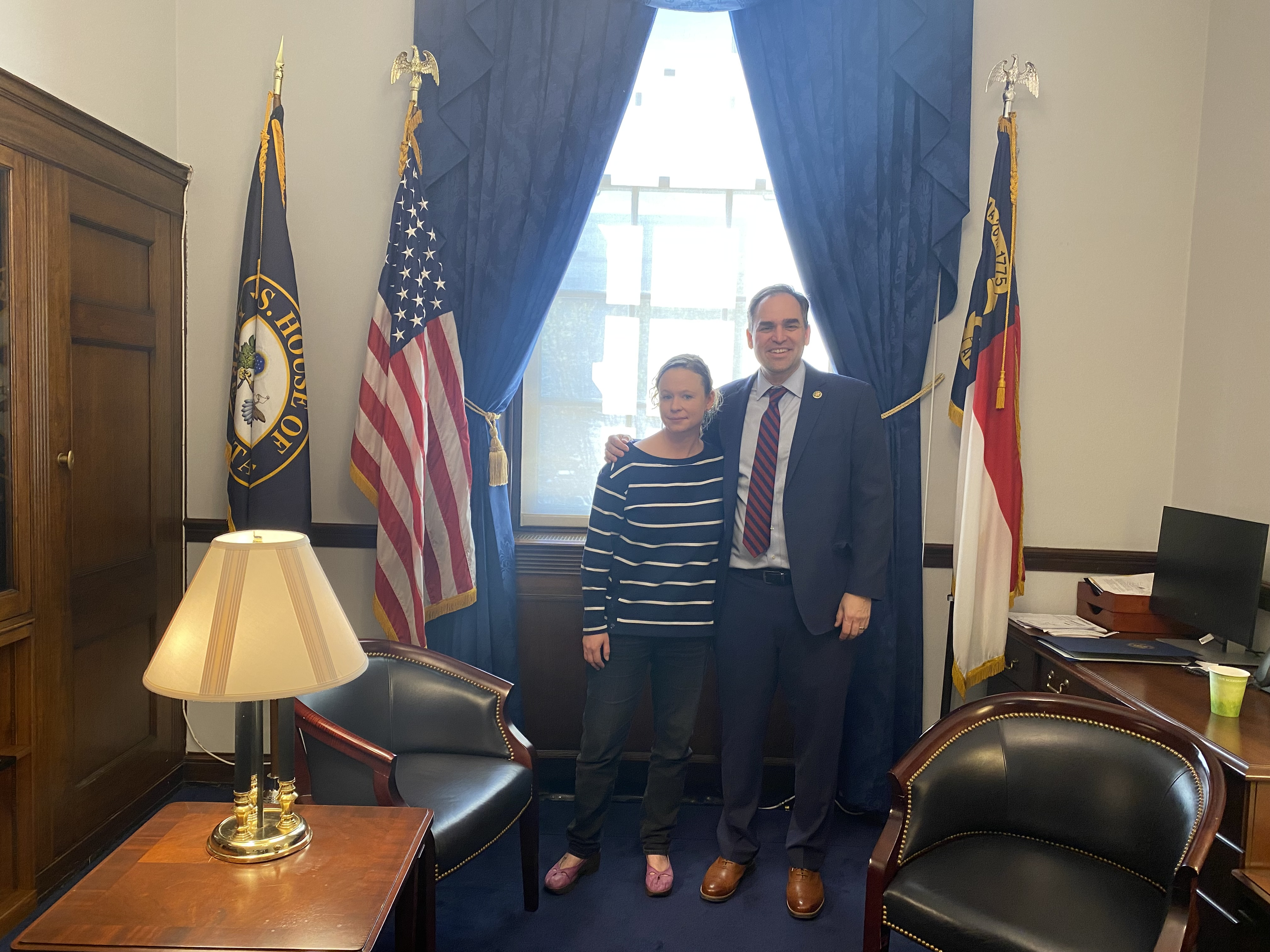
بيرش مع عضو الكونجرس وايلي نيكل في عام 2023

## مواقع خارجية
- ثورا بيرتش على موقع IMDb (الإنجليزية)
- ثورا بيرتش على موقع ألو سيني (الفرنسية)
- ثورا بيرتش على موقع أول موفي (الإنجليزية)
- ثورا بيرتش على موقع قاعدة بيانات الأفلام السويدية (السويدية)
- ثورا بيرتش على موقع إن إن دي بي (الإنجليزية)
- ثورا بيرتش على موقع قاعدة بيانات الفيلم (الإنجليزية)
- ثورا بيرتش على موقع كينوبويسك (الروسية)